# Kabanchik.by
Kabanchik — онлайн-сервис поиска исполнителей для бытовых и бизнес задач. Проект объединяет заказчиков, которым необходимо выполнить какую-либо работу, и компетентных исполнителей, ищущих подработку или дополнительный заработок.
Первая версия проекта была запущена 17 сентября 2012. Изначально проект начал работать только на территории Украины.
С 2015 года, география проекта расширилась на территорию Республики Беларусь, России и Казахстана.

## История
Проект Kabanchik.by больше недоступен. Доступна только основная украинская версия - Kabanchik.ua

## Достижения
Проект был высоко оценён многими экспертами ИТ-индустрии и многократно побеждал в конкурсах и специальных номинациях: The Best Consumer Startup 2013, победа в Битве проектов, один из лучших проектов социального бизнеса, спецпремия «За создание бизнеса будущего» и прочее.

## Проблемы
На сайте отсутствует возможность сортировки отзывов, поэтому, чтобы прочитать негативные отзывы о любом популярном исполнителе, необходимо листать длинную ленту отзывов, занимающую много страниц, полностью.